# Себастьєн Коума
Себастьєн Коума (27 квітня 1997) — малійський спортсмен.
Учасник Олімпійських Ігор 2020 року, де в попередніх запливах на дистанції 100 метрів брасом посів 44-те місце і не потрапив до півфіналів.